# Ploscoș (gmina)
Ploscoș – gmina w Rumunii, w okręgu Kluż. Obejmuje miejscowości Crairât, Lobodaș, Ploscoș i Valea Florilor. W 2011 roku liczyła 702 mieszkańców.